# Grafschaft Sizilien
Die Grafschaft Sizilien, auch als Grafschaft Sizilien und Kalabrien bekannt, war ein normannischer Staat, der von 1071 bis 1130 die Inseln Sizilien und Malta und einen Teil Kalabriens umfasste. Die Grafschaft begann sich während der christlichen Rückeroberung Siziliens (1061–1091) vom muslimischen Emirat von Sizilien, das 965 durch die arabische Eroberung entstand, zu bilden. Die Grafschaft stellt somit eine Übergangsperiode in der Geschichte 
Siziliens dar. Nachdem die Muslime besiegt und entweder vertrieben oder in das normannische Gebiet eingegliedert worden waren, fand eine weitere Übergangsperiode für die Sizilianer statt.

## Geschichte
Die Grafschaft Sizilien wurde 1071 von Robert Guiskard für seinen jüngeren Bruder Roger Bosso gegründet. Guiskard selbst hatte 1059 von Papst Nikolaus II. den Titel Herzog von Sizilien (dux Siciliae) als Ermutigung zur Eroberung Siziliens von den Muslimen erhalten. Im Jahr 1061 erfolgte die erste dauerhafte normannische Eroberung (Messina), und im Jahr 1071, nach dem Fall von Palermo, der Hauptstadt des Emirats und zukünftigen Hauptstadt der Grafschaft, verlieh Guiskard Roger den Grafentitel als Roger I. und übertrug ihm die volle Gerichtsbarkeit auf der Insel mit Ausnahme der Hälfte der Stadt Palermo, Messinas und des Val Demone, die er für sich behielt. Roger I. erhielt eine Grafschaft, die noch zu erobernde Gebiete umfasste. Erst im Februar 1091 wurde die Eroberung Siziliens mit dem Fall von Noto abgeschlossen. Die Eroberung Maltas wurde noch im selben Jahr begonnen und sie wurde 1127 mit der Vertreibung der arabischen Verwalter der Insel abgeschlossen.
Robert Guiskard ließ Roger I. in einer zwiespältigen Beziehung zu seinen Nachfolgern im ebenfalls normannischen Herzogtum Apulien und Kalabrien zurück. Nach dem Tod von Robert Guiskard im Jahr 1085 erhielt Roger I. von dem neuen Herzog Roger Borsa alle Rechte an den Burgen in Kalabrien, deren Herrschaft er zuvor mit Robert Guiskard geteilt hatte. Tatsächlich war der Regierungssitz von Roger I. die kalabrische Stadt Mileto. Historikern zufolge verwendete Roger I. seit 1096 den Titel "Großer Graf von Sizilien und Kalabrien". Nach dem Tod von Roger I. war die wichtigste Änderung die Verlegung der Hauptstadt. Palermo wurde 1112 zur Hauptstadt, als Roger II., nach der Regentschaft von Simon, vertreten von seiner Mutter Adelheid von Savona mit der Grafschaft betraut wurde. Mit dieser Änderung wurde Sizilien von der Zentralregierung regiert, während die kalabrischen Gebiete zu einer provinziellen Verwaltungseinheit wurden. Während der Herrschaft Rogers II. von Sizilien und Wilhelms II. von Apulien brachen Konflikte zwischen den beiden normannischen Fürstentümern aus. Durch die Vermittlung von Papst Calixt II. und als Gegenleistung für Hilfe gegen eine Rebellion, die 1121 von Jordan von Ariano angeführt wurde, trat der kinderlose Wilhelm alle seine sizilianischen Gebiete an Roger II. ab und setzte ihn als seinen Erben ein.
Als Wilhelm 1127 starb, erbte Roger II. das Herzogtum auf dem Festland; drei Jahre später, 1130 in Palermo, fasste er die Gebiete mit Zustimmung des Gegenpapstes Anaklet II. zum Königreich Sizilien zusammen.

## Liste der Grafen
- 1071–1101: Roger I.
- 1101–1105: Simon
- 1105–1130: Roger II.